# Bargstall
Bargstall es un municipi dins del distritcte Rendsburg-Eckernförde, situat al centre de l'estat federat de Schleswig-Holstein (Alemanya) molt a prop de les ciutats independents de Schelswig i Kiel
Té una població d'uns 168 habitantsa data de 2023.